# The Mother of All Demos
 (décembre 2020).
Si vous disposez d'ouvrages ou d'articles de référence ou si vous connaissez des sites web de qualité traitant du thème abordé ici, merci de compléter l'article en donnant les références utiles à sa vérifiabilité et en les liant à la section « Notes et références ».
The Mother of All Demos ((en) littéralement « la mère de toutes les démos ») est le nom souvent donné à la démonstration de Douglas Engelbart qui s’est déroulée le 9 décembre 1968 au Bill Graham Civic Auditorium à San Francisco.

## Présentation

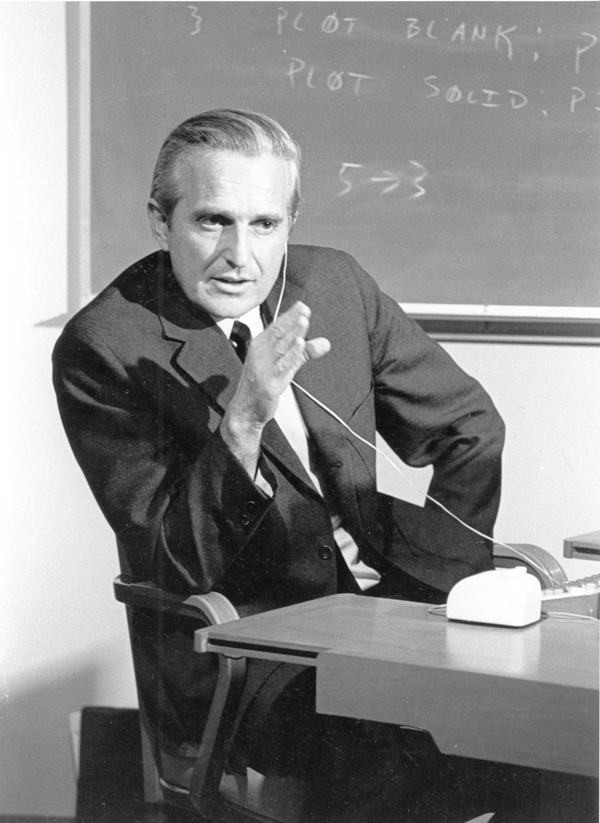
Photographie de Douglas Engelbart alors qu'il prépare la conférence du 9 décembre 1968.

Pendant la Fall Joint Computer Conference, Engelbart, avec l’aide de son équipe géographiquement dispersée, a présenté les travaux du NLS (abréviation de oNLine System) à un public de 1 000 informaticiens professionnels. Le projet était l’aboutissement du travail effectué à l’Augmentation Research Center (en) de SRI International. Cette démo a permis de présenter la première souris informatique que le public ait pu voir, la visioconférence, la téléconférence, le courrier électronique et le système hypertexte.

## Origine du nom
La première apparition connue de ce nom pour désigner cette démonstration se trouve dans le livre de Steven Levy, écrit en 1993, intitulé Insanely Great: The Life and Times of Macintosh, the Computer That Changed Everything. Il est possible que cette formulation ait été inspirée par la citation de Saddam Hussein de 1991 faisant référence à la guerre du Golfe qui se préparait à l’époque : « the mother of all battles » (« la mère de toutes les batailles »).